# Niquelao!
¡Niquelao! (Nailed It! España) es una serie original Netflix española que fue estrenada el 25 de octubre de 2019, como un spin-off de Nailed It!. La serie es una realidad cuece-fuera competición, en el estilo de televisión de realidad. Tres panaderos aficionados compiten a replicate complicó pasteles y pastelería para ganar un €5,000 (euros) premio de dinero efectivo y un trofeo de "¡Nailed It!".

## Premisa
Niquelao! era inspirado en el craze de las personas que prueban y fallando para hacer elaborar pasteles encontraron en el Internet. Tres panaderos aficionados con demostrados pobres cociendo intento de habilidades para recrear comestible masterpieces para un €5,000 premio y el "¡Nailed It!" trofeo. Los competidores participan en dos retos sobre el curso de los episodios de 35 minutos; sus esfuerzos están juzgados por coanfitriones La Terremoto de Alcorcón y Christian Escribà, unido por un juez diferente juzga cada episodio.
El primer reto se llama "Agárralo Como Puedas", donde los tres panaderos eligen uno de los tres dulces existentes y tratan de recrearlo. El ganador de este reto consigue un premio especial y se le permite llevar una gorra de chef de oro.
En el segundo reto, "Niquelao o Aniquilao", los tres panaderos tiene dos horas para recrear un pastel complicado desde cero. Cada uno de ellos recibe un "Botón de SOS" qué les deja para conseguir tres minutos de asistencia de uno de los jueces. El panadero con peor desempeño del primer desafío obtiene un segundo botón para distraer a los otros panaderos.

## Episodios
| Temporada | Temporada | Episodios | Episodios | Lanzamiento original  | Lanzamiento original  |
| --------- | --------- | --------- | --------- | --------------------- | --------------------- |
|           | 1         | 6         | 6         | 25 de octubre de 2019 | 25 de octubre de 2019 |

Los ganadores del premio de dinero efectivo y el "¡Nailed It!" trofeo de cada episodio se enumeran en negrita. Los ganadores de la gorra de chef de oro se enumeran en cursiva.

### Temporada 1 (2019)
| N.º en temp. | Título          | Concursantes           | Juez Invitado               | Fecha de emisión original |
| --- | --------------- | ---------------------- | --------------------------- | ------------------------- |
| 1 | «Érase Una Vez» | Alina, Alba, Teo       | Jordi Cruz                  | 25 de octubre de 2019     |
| Will it be happily ever after for the hopeful who can build a magical fairy castle out of sponge cake and fondant? TV host Jordi Cruz guest-judges. |                 |                        |                             |                           |
| 2 | «Goooool!»      | Celso, Elana, Kerme    | Irene Junquera              | 25 de octubre de 2019     |
| Will it be happily ever after for the hopeful who can build a magical fairy castle out of sponge cake and fondant? TV host Jordi Cruz guest-judges. |                 |                        |                             |                           |
| 3 | «¡Ay Paquita!»  | Patricia, Xavi, Mónica | Mariona Terés Yolanda Ramos | 25 de octubre de 2019     |
| Will it be happily ever after for the hopeful who can build a magical fairy castle out of sponge cake and fondant? TV host Jordi Cruz guest-judges. |                 |                        |                             |                           |
| 4 | «Abracadabra»   | —                      | Mago Karim                  | 25 de octubre de 2019     |
| Will it be happily ever after for the hopeful who can build a magical fairy castle out of sponge cake and fondant? TV host Jordi Cruz guest-judges. |                 |                        |                             |                           |
| 5 | «Alta Costura»  | —                      | Cristina Rodríguez          | 25 de octubre de 2019     |
| Will it be happily ever after for the hopeful who can build a magical fairy castle out of sponge cake and fondant? TV host Jordi Cruz guest-judges. |                 |                        |                             |                           |
| 6 | «¡Oído Cocina!» | —                      | Paula Gonu                  | 25 de octubre de 2019     |
| Will it be happily ever after for the hopeful who can build a magical fairy castle out of sponge cake and fondant? TV host Jordi Cruz guest-judges. |                 |                        |                             |                           |